# 모니터랩
모니터랩(영어: MONITORAPP)은 대한민국의 애플리케이션 보안 전문 주식회사이다. 모니터랩은 웹 방화벽, 유해 사이트 차단, SSL 가시성 솔루션을 비롯한 애플리케이션에 대한 보안을 제공하고 있다.
마이크로소프트의 보안 파트너로 데이터센터용 보안서비스 ZTNA(Zero Trust Network Access)를 개발한 적이 있다.

## 설립
2005년 이광후에 의해 서울 구로구 구로디지털단지에 창립되었다. 설립 당시 '애플리케이션 보안'에 집중하겠다는 의지를 담아 MONITOR +  APPLICATION을 뜻하는 'MONITORAPP'으로 기업 이름을 정했다. 애플리케이션 보안 핵심 기술을 보유하고 있는 모니터랩은 정부기관, 금융기관, 대기업, 해외 고객을 포함하여 4,000 고객 이상의 래퍼런스를 보유하고 있다.

### 해외 지사 설립
MONITORAPP Japan은 일본 도쿄에 2016년 8월 현지 법인으로 설립되었다. (주)모니터랩과 MONITORAPP Japan은 애플리케이션 및 웹 보안 영역에서 한국을 포함하여 일본(2016), 태국(2011), 말레이시아(2013), 인도네시아(2016), 베트남(2016) 등지에 파트너를 확보하여 해외 시장 진출을 확대하고 있다.
MONITORAPP America는 미국 캘리포니아 샌버너디노 군에 위치한 랜초쿠카몽가(Rancho Cucamonga) 도시에 2019년 현지 법인으로 설립되었다. 이후로도 글로벌 시장으로 진출하기 위한 노력을 끊임 없이 한 끝에 필리핀(2022), 미국(2023), 호주(2023), UAE(2023)에도 현지 파트너를 확보하였다.

### Security R&D Center
모니터랩은 자체 연구소를 보유하고 있어 독자적인 기술 연구/개발이 가능하다. 또한 기술 인력이 총 직원의 약 50%에 달하는 40여명 정도로 비중이 크다. 연구소 내에서 특성화 고등학교 연계 프로그램, 산학협력 프로그램, 전문연구요원제도 (군복무 대체 프로그램)를 진행하며 보안 인력 양성에도 적극적으로 나서고 있다.

## 업계 인지도
- 2005년 중소기업청으로부터 대한민국 창업대전에서 표창 수상[8]
- 2005년 기술보증기금으로부터 벤처 기업으로 인증 받음[9]
- 2006년 웹방화벽 제품 AIWAF가 대한민국 정부로부터 GS (Good Software) 인증을 받음[10]
- 2006년 AIWAF 제품이 NEP 인증을 획득[11]
- 2008년, DB 방화벽 제품 AIDFW가 GS 인증을 받음[12]
- 2008년, 성균관대 AIDFW 도입[13]
- 2009년, AIDFW 제품이 CC 인증 EAL4를 획득[14]
- 2009년, AIWAF 제품이 CC 인증 EAL4를 획득[15]
- 2010년, AIVFW 제품이 CC 인증 EAL3+를 획득[16]
- 2010년, 디지털타임스 선정, DB 방화벽 제품 AIDFW가 상반기 히트 상품으로 선정[17]
- 2012년, ISEC 2012 베스트 스피커 어워드 대상 수상[18]
- 2012년, AIVFW 제품이 행정기관 인터넷전화 보안규격 인증을 획득[19]
- 2012년, 한국클라우드서비스협회 회원사 가입[20]
- 2012년, 태국 국회 AIDFW 도입[21]
- 2013년, AIVFW 제품이 GS 인증을 받음[22]
- 2014년 국제웹보안표준기구 OWASP의 기업회원으로 가입[23]
- 2015년, AISWG 제품이 GS 인증을 받음[24]
- 2015년, 구로구로부터 일자리우수창출기업으로 선정됨[25]
- 2015년, 유해사이트차단 제품 AISWG가 CC 인증 EAL2를 획득[26]
- 2016년, SW 타입 웹방화벽 제품 AIWAF-VE가 CC 인증 EAL4를 획득[27]
- 2016년, SSL 가시성 솔루션 제품 AISVA가 GS 인증을 받음[28]
- 2017년, 베트남 교통부 AIDFW 도입[29]
- 2018년, SECaaS 플랫폼 AIONCLOUD, NIPA로부터 클라우드 품질·성능 확인[30]
- 2018년, 제6회 통합 애플리케이션 보안 세미나 ‘IASF 2018’ 개최[31]
- 2018년, 모니터랩, '시큐리티 어워드 코리아' 웹방화벽 부문 솔루션 대상 수상[32]
- 2018년, 일본 시큐어 이노베이션과 SECaaS 플랫폼 `AIONCLOUD` 사업 제휴 계약[33]
- 2019년, 일본 IT기업 대상 ‘상시 SSL시대의 도래’ 주제 단독 세미나 개최[34]
- 2019년, 시리아 최대 민영은행 SIIB에 웹방화벽 수출[35]
- 2019년, 세계 최대 보안 컨퍼런스 ‘RSA 2019’ 참가[36]
- 2019년, 글로벌 기반 보안 서비스 강화해 서비스 홈페이지 리뉴얼 오픈[37]
- 2019년, ‘재팬 IT 위크 2019’ 참가[38]
- 2019년, 日 '앳시그널'과 손잡고 클라우드 보안서비스 공동사업 나선다[39]

## 위치
- 한국 (본사): 서울시 구로구 디지털로 306 대륭포스트타워 2차 1008호 08378
- 일본 (법인): 도쿄도 미나토구 신바시 6-14-3 오나리몽 Prex 8F 105-0004
- 미국 (법인): 캘리포니아주주 랜초쿠카몽가9341 Greenbelt Place

## 경영진
- 이광후 (창업자, 최고경영자)
- 안병규 (최고기술책임자)

## 보안제품

### 기업용 (Corporate market)

#### 웹 애플리케이션 방화벽 AIWAF
2006년에 출시한 AIWAF (Application Insight Web Application Firewall)는 인바운드 트래픽에 대한 해킹으로부터 웹서버와 웹서비스를 보호하는 제품으로서 OWASP가 선정한 10대 웹 취약점(SQL 인젝션, XSS 등) 외에도 Bot, 웹쉘, Brute Force, DDoS, 웹사이트 위변조 같은 웹 공격을 방어하고 웹을 통해 중요 데이터가 유출되는 것을 차단한다. AIWAF는 2006년에 GS (Good Software) 인증과 NEP (New Excellent Product) 인증을 취득하였고, 2009년에 공통평가기준 (CC: Common Criteria) EAL4 등급을 인증 취득하였다. AIWAF는 2007년 3월에 ‘프로파일링 기반 웹 보안 시스템’ (정상 트래픽을 학습하여 생성한 프로파일 데이터를 기반으로 비정상 트래픽 뿐 아니라 알려지지 않은 웹 공격까지 방어하여 기존의 오탐/미탐 최소화하는 기술, 특허번호: 10-0695489) 특허 등록을 완료하였고, 2009년 5월에 ‘투명 프록시 시스템의 패킷 처리 방법’ (별도의 IP 부여 없이 Stealth 모드로 운영되어 투명성이 보장되므로 기존 네트워크 변화없이 유연한 구성과 운영을 제공하는 기술, 특허번호: 10-0898371) 특허 등록을 완료하였으며, 2010년 1월에 ‘웹-DB 공격 탐지 로그 데이터 상관관계 추적에 의한 통합 보안 시스템’ (서로 다른 애플리케이션 간의 연관관계 분석으로 추가 보안 정보를 제공하여 보다 정확한 보안 정책 수립 가능한 기술, 특허번호: 10-0937020) 특허 등록을 완료하였다. 13년동안 자체 개발해 온 Web Proxy 기술로 대용량 트래픽도 고속으로 처리하며 HoneyPot URL에 접근하는 사용자를 차단한다. SSL 가속카드를 추가하면 HTTPS (암호화) 통신에 대한 가시성도 제공한다.

#### 시큐어웹게이트웨이 AISWG
2013년에 출시한 AISWG (Application Insight Secure Web Gateway)는 유해 사이트를 차단하여 웹 서핑으로 인해 발생하는 외부감염으로부터 PC를 보호하고 중요 데이터 유출을 방지하며 기업 정책을 적용하기 위한 웹게이트웨이이다. AISWG는 2015년에 GS (Good Software) 인증과 공통평가기준 (CC: Common Criteria) EAL2 등급을 인증 취득하였다.
자체 운영하는 보안 인텔리전스인 AICC (AI Cloud Center, 클라우드 샌드박스)와의 연동을 통해 보호 대상 웹사이트를 정기적으로 방문하고 고속으로 정적 및 동적 분석하여 신/변종 웹 공격까지 행위 기반으로 사전 차단한다. 유입되는 트래픽의 URL을 56개의 일반 URL 카테고리와 9개의 악성 URL 카테고리로 분류하여 악성 트래픽은 필터링하며 일반 카테고리도 56가지로 분류하여 금융, 포탈, 블로그 등 비 업무 트래픽을 통제한다.

#### SSL 가시성 솔루션 AISVA
2015년에 출시된 AISVA (Application SSL Visualization Appliance)는 SSL (HTTPS 같은 암호화 트래픽) 을 트래픽 처리 속도를 저해하지 않는 수준에서 암/복호화하여 타 보안 솔루션에 SSL 가시성을 제공하여 보안검사를 구현해주는 SSL 가시성 전문 장비이며 2016년에 GS (Good Software) 인증을 취득하였다.
서버와 클라이언트 단에 대한 양방향 암/복호화를 제공하며, 2017년에는 국내 최초로 나라장터 종합쇼핑몰의 SSL 가시성 분야에 등록을 마친 뒤, 공공 시장에서 호응을 얻고 있다. 일본의 NI 업체 Artiza Networks와 ODM 계약도 체결히였다.

### 소규모 기업용 (Small business)

#### SW 타입 웹방화벽 AIWAF-VE
2012년에 출시된 AIWAF-VE (Virtual Edition)은 AIWAF의 기능을 그대로 구현하며 AWS, MS Azure 등 다양한 가상화 환경에서 설치 및 운영되는 SW 타입의 웹방화벽이다. 2016년에 공통평가기준 (CC: Common Criteria) 인증을 EAL4 등급으로 취득하였다.

#### SECaaS 플랫폼 AIONCLOUD
2016년에 출시된 AIONCLOUD는 SECaas 플랫폼 형태로 설치 및 운영되는 클라우드 기반의 웹 보안 서비스로, 다중 사용자를 수용할 수 있는 Multi Tenancy 구조를 기반으로 하여 전용 웹사이트 (www.aioncloud.com)를 통해 쉽게 사용할 수 있다. AIWAF의 기능을 그대로 구현한 클라우드 웹방화벽 서비스 WAF 와 대상 웹사이트 악성코드 감염여부를 진단하는 WMD 서비스를 제공한다. 별도의 HW 또는 SW 설치와 유지보수 비용이 불필요하며 월 5GB까지 무료로 제공되며 추가 사용한 만큼만 지불하는 종량제 시스템이라서 설치/운영/관리/유지보수/확장에 최소한의 비용만 들고 쉽고 유연하다.

## 주요 사건
2005
- (주)모니터랩 설립

2006
- 웹방화벽 제품 AIWAF 출시[40]

2007
- '원격 웹 보안시스템 및 서비스 제공 방법' 특허 등록[41]
- '프로파일링 기반 웹 서비스 보안 시스템' 특허 등록[42]
- DB 방화벽 제품 AIDFW 출시[43]

2008
- '프로파일링 기반의 DB 보안 시스템' 특허 등록[44]

2009
- VoIP 전용 방화벽 AIVFW 출시[45]
- 투명 프록시 시스템 및 패킷 처리 방법’ 특허 등록[46]

2010
- ‘웹-DB 상관관계 추적에 의한 통합보안 시스템’ 특허 등록[47]

2011
- 태국의 정보보안 전문업체인 BlueZebra와 유통 계약 체결[48]
- 10G 웹방화벽 제품 AIWAF-2000 출시[49]

2012
- 클라우드 환경에 최적화된 SW 타입의 웹방화벽 제품 AIWAF-VE 출시[50]

2013
- 유해사이트를 차단하는 시큐어웹게이트웨이 제품 AISWG 출시[51]
- 말레이시아의 정보보안 전문업체인 TechLab Security와 파트너 계약 체결[52]

2015
- SSL 가시성 제품 AISVA 출시[53]
- AWS (아마존웹서비스) 마켓플레이스에 SW 타입의 웹방화벽 제품 AIWAF-VE 등록[54]

2016
- SECaaS 플랫폼 방식으로 클라우드 기반 웹보안 서비스를 제공하는 AIONCLOUD 출시[55]
- 일본 도쿄에 현지 법인 ‘MONITORAPP Japan’ 설립[56]
- 베트남의 ISP 업체인 Netnam과 파트너 계약 체결[57]

2017
- 일본의 NI 업체인 Artiza Networks와 AISVA 제품에 대한 ODM 계약 체결[58]
- ‘데이터마이닝을 이용한 웹-DB 사용자 추적 방법’ 특허 등록[59]
- 국내 최초로 AISVA를 나라장터 종합쇼핑몰의 SSL 가시성 분야에 등록[60]
- 안랩 및 아토리서치와 White Labeling 파트너십 체결[61]

2018
- ‘보호 대상 서비스 자동 인식 시스템’ 특허 등록[62]
- 메가존과 AIONCLOUD 파트너십 체결[63]

## 참고 리스트
1. ↑  네이버 인물검색 "이광후" 2011-06-14 등록
2. ↑  한국대학신문 "벤처탐방:모니터랩" 2016-12-18 등록
3. ↑  전자신문 "[최고를 향해 뛴다모니터랩]" 2015-02-23 등록
4. ↑  보안뉴스 "기술력 무기로 해외시장 진출 앞장설 것" 2012-04-13 등록
5. ↑  전자신문 "모니터랩 '애플리케이션 보안 강자'" 2018-02-11 등록
6. ↑  전자신문 "모니터랩, 지능형지속위협(APT) 공격 대응 능력 확 키웠다" 2015-08-17 등록
7. ↑  데이터넷 "모니터랩 “특화 프록시 기술로 ‘글로벌 웹 보안 강자’로”" 2018-07-17 등록
8. ↑  한국경제 "모니터랩‥혁신적인 솔루션의 웹 방화벽 개발[깨진 링크(과거 내용 찾기)]" 2006-12-26 등록
9. ↑  벤처기업협회 "회원사소개:모니터랩" 2018-07-10 등록
10. ↑  아이뉴스"모니터랩, 웹방화벽 GS 인증 획득" 2006-05-14 등록
11. ↑  전자신문"모니터랩, 웹 방화벽 `NEP` 획득" 2006-07-10 등록
12. ↑  보안뉴스"모니터랩 DB 인사이트 SG, GS인증 획득" 2008-06-24 등록
13. ↑  IT데일리"성균관대, 모니터랩 DB보안 제품 도입" 2008-11-24 등록
14. ↑  전자신문 "모니터랩, 웹방화벽과 DB보안게이트웨이 CC인증" 2009-04-23 등록
15. ↑  IT데일리 "모니터랩, 웹방화벽 CC인증 마침내 획득" 2009-04-21 등록
16. ↑  보안뉴스"모니터랩, 인터넷전화 전용 보안장비 CC인증 획득" 2010-05-17 등록
17. ↑  디지털타임스"[2010 상반기 히트상품 모니터랩 `DB인사이트 SG`]" 2010-06-23 등록
18. ↑  보안뉴스"‘베스트 스피커 어워드’ 개최" 2012-09-21 등록
19. ↑  보안뉴스"모니터랩 인터넷전화 방화벽 ‘행정기관 인터넷전화 보안규격 Ver.2 인증’ 획득" 2012-07-11 등록
20. ↑  한국클라우드서비스협회"회원사 현황"
21. ↑  보안뉴스"모니터랩, 올해 일본시장서 가시적인 성과 기대"
22. ↑  SW산업정보종합시스템"유씨 인사이트 에스지 V2.0[깨진 링크(과거 내용 찾기)]" 2013-01-28 등록
23. ↑  IT조선 "모니터랩, 국제웹보안표준기구 `OWASP` 가입" 2014-01-26 등록
24. ↑  ZDNet "모니터랩, 웹 인사이트 SWG V2.0 GS인증 획득" 2015-04-09 등록
25. ↑  구로구청 "일자리창출우수기업 리스트 보관됨 2019-03-18 - 웨이백 머신" 2015-11-23 등록
26. ↑  데일리시큐 "AISWG가 CC 인증 획득" 2015-12-15 등록
27. ↑  IT보안인증사무국 "인증제품상세정보" 2016-01-21 등록
28. ↑  데이터넷 "모니터랩 SSL 가시성 솔루션, GS인증 획득" 2016-11-29 등록
29. ↑  데이터넷 "모니터랩, 베트남 정부기관 DB방화벽 수출 계약 체결" 2017-03-13 등록
30. ↑  보안뉴스 "모니터랩의 클라우드 기반 웹보안 서비스, 품질 확인서 받아" 2018-05-29 등록
31. ↑  “모니터랩, 제6회 통합 애플리케이션 보안 세미나 ‘IASF 2018’ 개최”. 《보안뉴스》. 2018년 10월 15일.
32. ↑  “[시큐리티 어워드 코리아] 모니터랩, 웹방화벽부문 솔루션 대상 수상”. 《보안뉴스》. 2018년 12월 18일.
33. ↑  “모니터랩, 일본 시큐어 이노베이션과 SECaaS 플랫폼 `AIONCLOUD` 사업제휴 계약”. 《디지털타임스》. 2012년 12월 19일.
34. ↑  “모니터랩, 일본 IT기업 대상 ‘상시 SSL시대의 도래’ 주제 단독 세미나 개최”. 《데일리시큐》. 2019년 1월 23일.
35. ↑  “모니터랩, 시리아 최대 민영은행 SIIB에 웹방화벽 수출”. 《전자신문》. 2019년 2월 28일.
36. ↑  “모니터랩, 세계 최대 보안 컨퍼런스 ‘RSA 2019’ 참가”. 《데일리시큐》. 2019년 3월 4.
37. ↑  “글로벌 기반 보안 서비스 강화해 서비스 홈페이지 리뉴얼 오픈”. 《전자신문》. 2019년 4월 26일.
38. ↑  “모니터랩, ‘재팬 IT 위크 2019’ 참가”. 《데일리시큐》. 2019년 5월 9일.
39. ↑  “모니터랩, 日 '앳시그널'과 손잡고 클라우드 보안서비스 공동사업 나선다”. 《전자신문》. 2019년 6월 13일.
40. ↑  네이버뉴스"모니터랩, 웹 애플리케이션 방화벽 출시" 2005-07-15 등록
41. ↑  특허정보넷"인터넷을 통한 원격 웹 애플리케이션서비스 보안시스템 및인터넷 상에서의 보안시스템 서비스 제공방법" 2007-06-29 등록
42. ↑  특허정보넷"프로파일링 기반 웹 서비스 보안 시스템 및 그 방법" 2007-03-08 등록
43. ↑  전자신문"모니터랩, 데이터베이스 보안 솔루션 내놔" 2007-04-19 등록
44. ↑  특허정보넷"프로파일링 기반 데이터베이스 보안 시스템 및 방법" 2008-05-21 등록
45. ↑  보안뉴스"모니터랩, VoIP 전용 보안장비 출시" 2009-02-24 등록
46. ↑  특허정보넷"투명 프록시 시스템 및 그의 패킷 처리 방법" 2009-05-12 등록
47. ↑  특허정보넷"웹-데이터베이스 공격 탐지 로그 데이터 상관관계 추적에의한 통합 보안 시스템 및 방법" 2010-01-07 등록
48. ↑  BlueZebra"Database Firewall: MONITORAPP 보관됨 2018-09-02 - 웨이백 머신" 2011-08-31 등록
49. ↑  디지털타임스"모니터랩, 10기가급 웹방화벽 `애플리케이션 인사이트 2000`출시" 2011-02-21 등록
50. ↑  보안뉴스"모니터랩, 클라우드 보안 웹방화벽 ‘WEB INSIGHT SG’ 출시" 2012-01-17 등록
51. ↑  데이터넷"모니터랩, SWG 출시로 웹 보안 전략 강화" 2013-10-01 등록
52. ↑  디지털타임스"한-동남아 보안업체 연합전선 활발" 2012-10-25 등록
53. ↑  데이터넷"모니터랩, SSL 가시성 솔루션 ‘AISVA’ 출시" 2015-11-23 등록
54. ↑  AWS 마켓플레이스 "MONITORAPP AIWAF-VE (BYOL)" 2015-07-19 등록
55. ↑  디지털타임스"모니터랩 아이온클라우드, 간편가입으로 웹방어 서비스" 2016-10-19 등록
56. ↑  디지털데일리"모니터랩, 일본 클라우드 보안 시장 겨냥" 2018-05-10 등록
57. ↑  디지털타임스"모니터랩, APT대응 솔루션 CC인증 공공시장 공략 `박차`" 2017-08-02 등록
58. ↑  디지털타임스 "모니터랩, 일 아티자 네트웍스와 수출계약 체결" 2017-02-20 등록
59. ↑  특허정보넷 "데이터마이닝을 이용한 웹-데이터베이스 사용자 추적 방법 및 시스템" 2017-07-03 등록
60. ↑  디지털타임스 "모니터랩, SSL 가시성 솔루션 `AISVA` 나라장터 등록" 2017-03-21 등록
61. ↑  IT데일리 "모니터랩,‘AIONCLOUD’화이트레이블 사업 본격 시동" 2017-12-29 등록
62. ↑  특허정보넷"보호 대상 서비스 자동 인식 시스템 및 방법" 2018-03-14 등록
63. ↑  ZDNet "메가존클라우드, 모니터랩과 WAF 서비스 제공" 2018-11-15 등록